# ۲۴ ساعت (فیلم ۲۰۰۲)
«۲۴ ساعت» (انگلیسی: 24 Hours (2002 film)) یک فیلم است که در سال ۲۰۰۲ منتشر شد.